# ネブリナ山
ネブリナ山（ネブリナさん、ポルトガル語: Pico da Neblina）は、ブラジルのギアナ高地内にあるブラジル最高峰の山。
1962年にこの山が発見されるまでは、バンデイラ山がブラジルの最高峰とされていた。